# Sanspareil
Sanspareil (în franceză Fără seamăn) este un atractiv parc turistic, amenajat în secolul al XVIII-lea, din comuna Wonsees, Bavaria, Germania.

## Istoric
Deziluzionată și profund lezată de afacerea amoroasă a soțului ei (marchizul Friedrich) cu contesa Burghaus, la 13 ani după căsătorie, marchiza Wilhelmine (1709-1758), fermecată de peisajul sălbatec-bizar de stânci dolomitice erodate de lângă Burgul Zwernitz , hotărăște să amenajeze terenul stâncos ca parc de distracții. Întreaga zonă carstică i s-a părut marchizei o adevărată „Grotă a lui Calipso”  , cum a fost descrisă plastic de către scriitorul francez François Fénelon  în cartea „Aventurile lui Telemac“ , zonă considerată de sensibila și cultivata Wilhelmine ca un adevărat substitut fictiv al insulei Ogygia , denumită de ea apoi, cu multă afecțiune, Sanspareil (Fără seamăn). Parcul a fost realizat în scurt timp. Au fost create peșteri, grote artificiale (ornate cu scoici) și sculpturi , alei romantice, prospecte pictate (atrape), a fost construit un mini-castel in stil oriental ("Morgenländischer Bau"), un teatru roman din tuf vulcanic (ca ruină antică ). In sezonul cald, damele de curte însoțitoare, sub influența romanelor sentimentale en vogue se întâlneau în parc la "Grota Dianei", "Grota lui Calipso", "Grota Sirenelor", "Grota Sibilelor", "Grota lui Mentor" sau la "Grota lui Äolus", își dădeau întâlniri cu cavalerii la "Umbrela", "Pivnița de Gheață", "Masa Verde", "Peștera lui Vulcan", "Peștera Ursului", "Scaunul lui Pan", "Piața Dansului" sau chiar la "Gaura Găinilor". Numele acestor colțuri trădează spiritul vremii (Înapoi la natură !).
Regele Ludovic I al Bavariei a dispus, din păcate, în anul 1838 desființarea parcului și vânzarea obiectelor recuperabile din Sanspareil. Din frumosul parc s-a mai păstrat până în zilele de azi clădirea "Morgenländischer Bau", sala dreptunghiulară de mese (în stil “Rococo jucăuș”), teatrul artificial roman, precum și unele grote și alei.

## Galerie de imagini

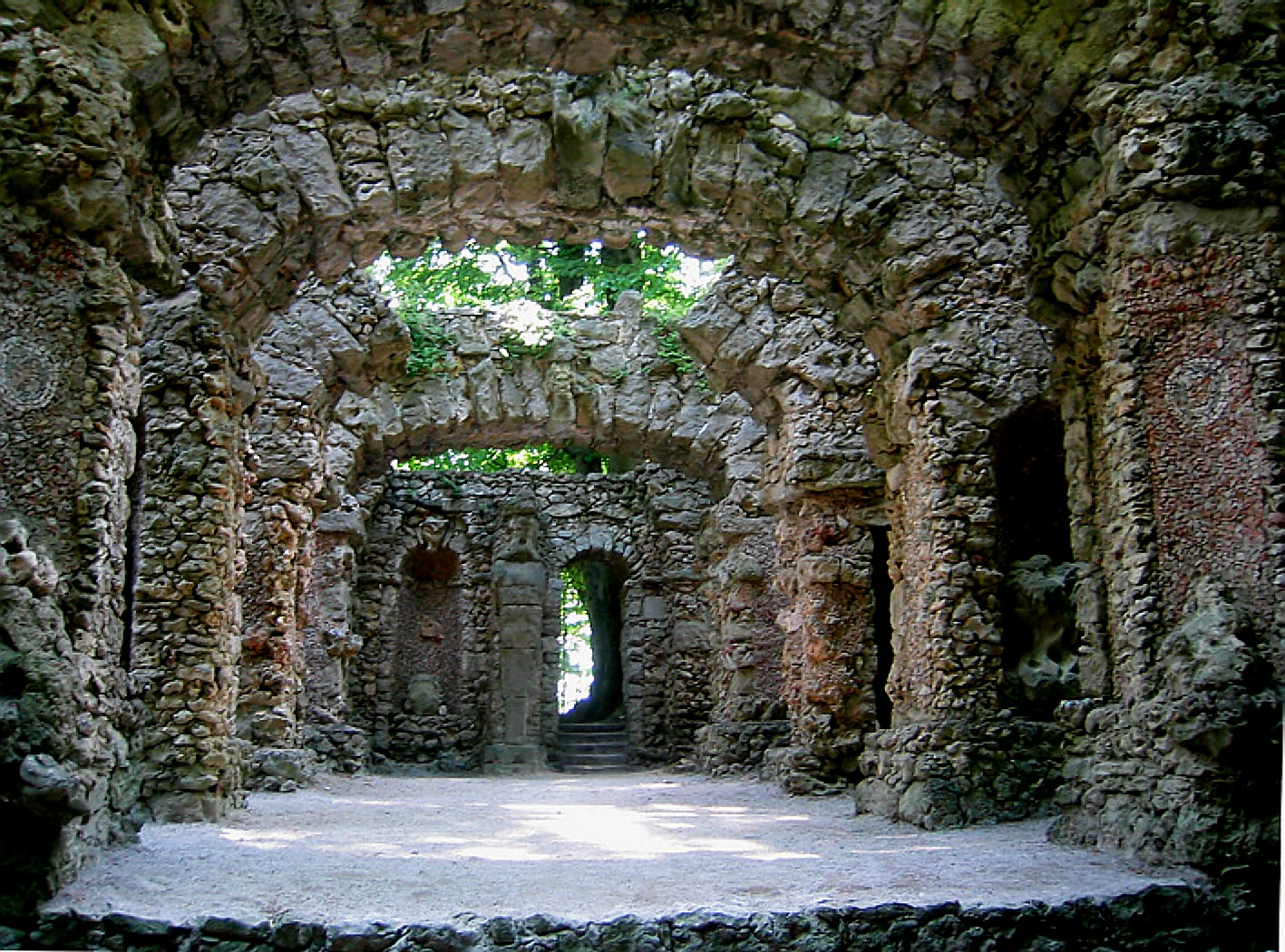
Wonsees - Sanspareil (Teatrul roman artificial)
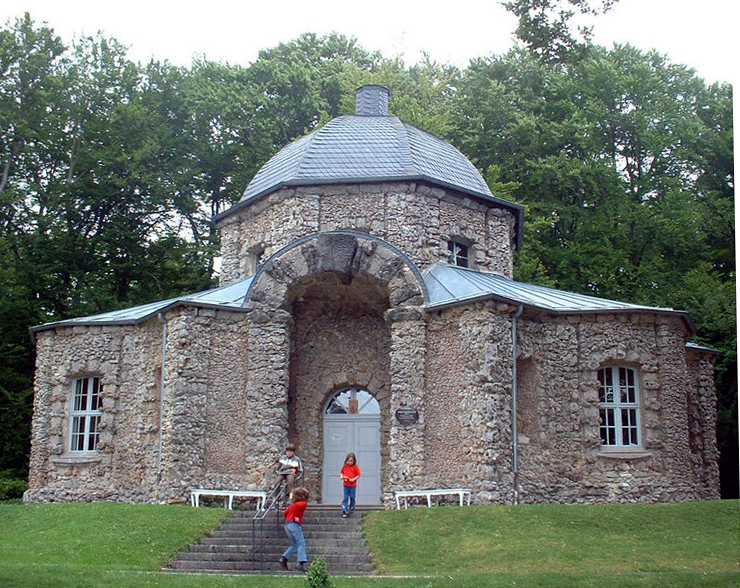
Wonsees - Sanspareil ("Morgenländischer Bau")